# Pourouma cecropiifolia
Pourouma cecropiifolia (nomes comuns: mapati, cucura, uva-do-mato ou caimaron) é uma espécie botânico pertencente à família Cecropiaceae.

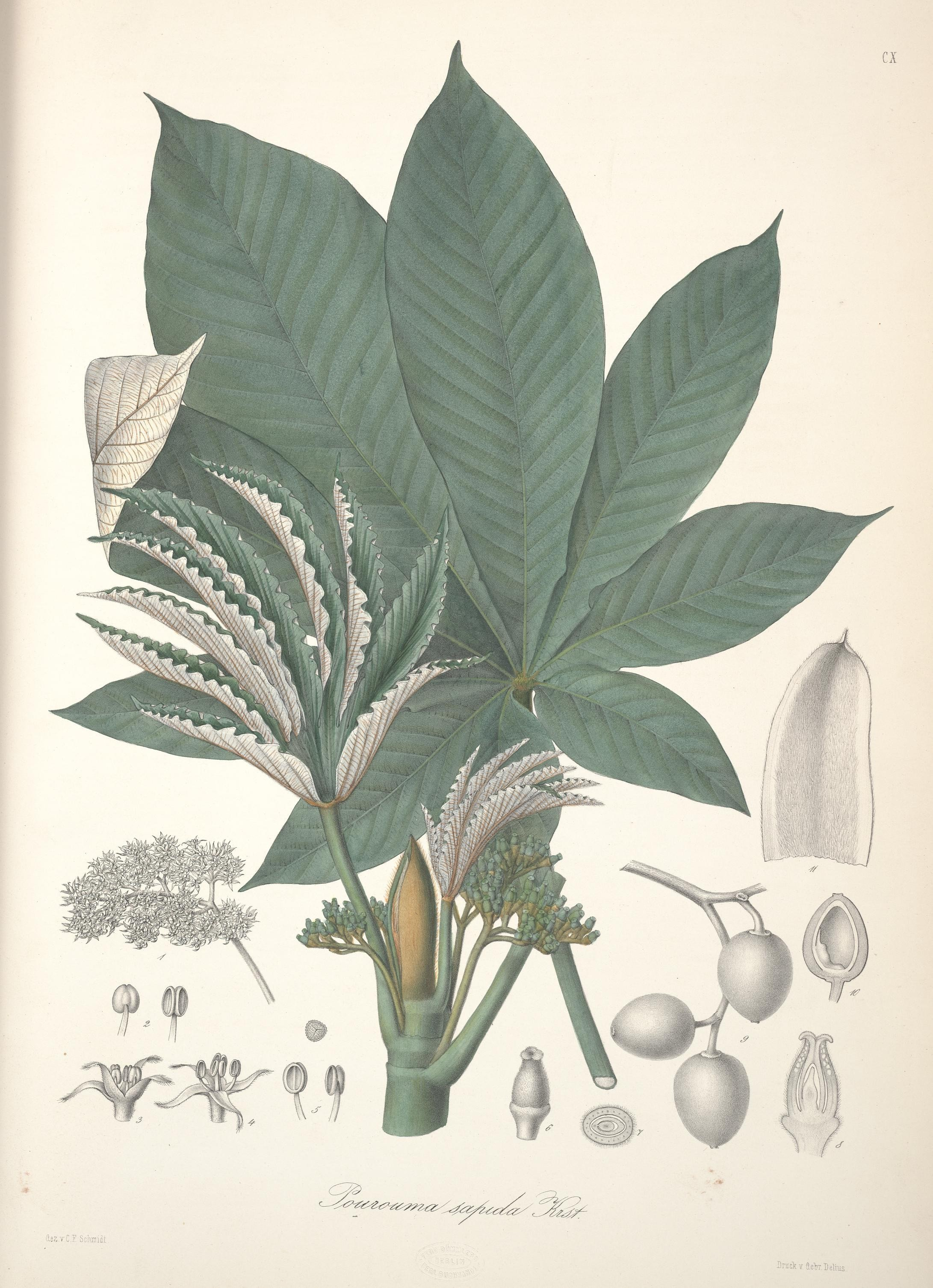
Pl. CX Florae Columbiae